# 信じていれば (C-C-Bのアルバム)
『信じていれば』（しんじていれば）は、1988年12月15日にリリースしたC-C-Bの9枚目のアルバム。

## 解説
- アルバムジャケット・特典用のポスターの写真は、メンバーがライブやレコーディングなどで使用する楽器・機材ほぼ全てを整然と並べ、その中心にメンバーが毅然と立っている（メンバーも楽器と一心同体であるというコンセプト）。
- 2015年1月21日、ユニバーサルミュージックよりSHM-CDで再発売（本アルバムを含むC-C-Bのオリジナル・アルバム9作品が同時リリース）。
- 今作が解散前最後のオリジナル・アルバムとなっている。

## 収録曲
| #   | タイトル                               | 作詞     | 作曲     | 編曲               | 時間 |
| --- | -------------------------------------- | -------- | -------- | ------------------ | ---- |
| 1.  | 「Helter Skelter」                     | 川村真澄 | 笠浩二   | 米川英之           | 3:43 |
| 2.  | 「Rainy Farewell・・・アメノチワカレ」 | 渡辺英樹 | 米川英之 | 米川英之           | 4:03 |
| 3.  | 「BEAT the MEAT」                      | 渡辺英樹 | 渡辺英樹 | 田口智治           | 4:15 |
| 4.  | 「Born in the 60's」                   | 渡辺英樹 | 米川英之 | 田口智治           | 4:57 |
| 5.  | 「もう、遅すぎて」                     | 麻亜一花 | 田口智治 | 田口智治           | 5:52 |
| 6.  | 「信じていれば」                       | 渡辺英樹 | 米川英之 | 田口智治、米川英之 | 4:10 |
| 7.  | 「Blue Guitar」                        | 松本隆   | 米川英之 | 米川英之           | 4:26 |
| 8.  | 「ひとりの世界」                       | 渡辺英樹 | 渡辺英樹 | 田口智治           | 5:00 |
| 9.  | 「Ass Fool」                           | 渡辺英樹 | 米川英之 | 米川英之           | 3:51 |
| 10. | 「A-Ki-Ra-Me-Na-I-De」                 | 渡辺英樹 | 田口智治 | 田口智治           | 5:10 |

### Plus版
1994年10月26日に再発されたPlus版はボーナス・トラックとして以下の曲を収録している。
| #   | タイトル                                                 | 作詞     | 作曲     | 編曲     | 時間 |
| --- | -------------------------------------------------------- | -------- | -------- | -------- | ---- |
| 11. | 「Love Is Magic」                                        | 松本隆   | 筒美京平 | 田口智治 | 4:02 |
| 12. | 「約束」                                                 | 松本隆   | 筒美京平 | 米川英之 | 4:34 |
| 13. | 「Let's Go Climax 」('84年4月よみうりランドEASTにて収録) | 関口誠人 | 渡辺英樹 | C-C-B    | 5:55 |

## 楽曲説明
1. Helter Skelter
笠浩二がC-C-B名義では最後に作曲した楽曲。
2. Rainy Farewell・・・アメノチワカレ
C-C-B名義でのライブ演奏は2020年の『ヒデキカンレキ！祭』が初演奏となった。
3. BEAT the MEAT
AJ-米田渡-のライブでよく演奏された曲。
初版盤の歌詞カードにおいて英語（スラング）の綴りに間違いがあり、当時担当していたラジオ番組『ライオン サウンドNo.17・Let it C-C-B』にて、作詞をした渡辺自ら訂正箇所を述べた[注釈 1]。
4. Born in the 60's
メンバー4人とも1960年代生まれのため、このタイトルになっている。
5. もう、遅すぎて
当初はメインボーカルが決まらず、メンバーが順に（渡辺→米川→笠の順）歌入れを行い、楽曲の雰囲気にあった者を客観的に選出するという方法を採用。淡々と歌った笠に決定。
この楽曲の作詞を手掛けた麻亜一花（まあ いっか）は音楽ライター・森田恭子のペンネーム。
6. 信じていれば
14thシングル。信じていれば参照。
7. Blue Guitar
ラジオ番組『ライオン サウンドNo.17・Let it C-C-B』において、当該アルバム収録曲のファン投票によるベスト10ランキングを企画したところ、アルバムタイトル曲となった先行発売シングル『信じていれば』を制し、『Blue Guitar』が第1位を獲得。
8. ひとりの世界
C-C-B時代にライブで演奏されず、渡辺と田口のバンドTHE GATESのライブのみで演奏された。
9. Ass Fool
ライブではC-C-B時代には演奏されず、AJ-米田渡-にて初演奏になった。
タイトルは作詞をした渡辺による造語[注釈 2]。
10. A-Ki-Ra-Me-Na-I-De
14thシングルのカップリング曲。C-C-B名義でのライブ演奏は2015年の『ゴーゴーヒデキ』が初演奏となった。信じていれば参照。
11. Love Is Magic（Plus版のみ収録）
15thシングル。Love Is Magic参照。
12. 約束（Plus版のみ収録）
15thシングルのカップリング曲。Love Is Magic参照。
13. Let's Go Climax（'84年4月よみうりランドEASTにて収録）（Plus版のみ収録）
CDの表記に誤りがあり実際は'86年4月6日によみうりランドEASTで収録されたもの。